# Lessons to Be Learned
Albums de Gabriella Cilmi
Ten
(2010)
Singles
1. Sweet About Me
Sortie : 26 avril 2008
2. Don't Wanna Go to Bed Now
Sortie : 21 juillet 2008

Lessons to Be Learned est le premier album studio de l'auteure-compositrice-interprète australienne Gabriella Cilmi.